# Santa Anna del Congost

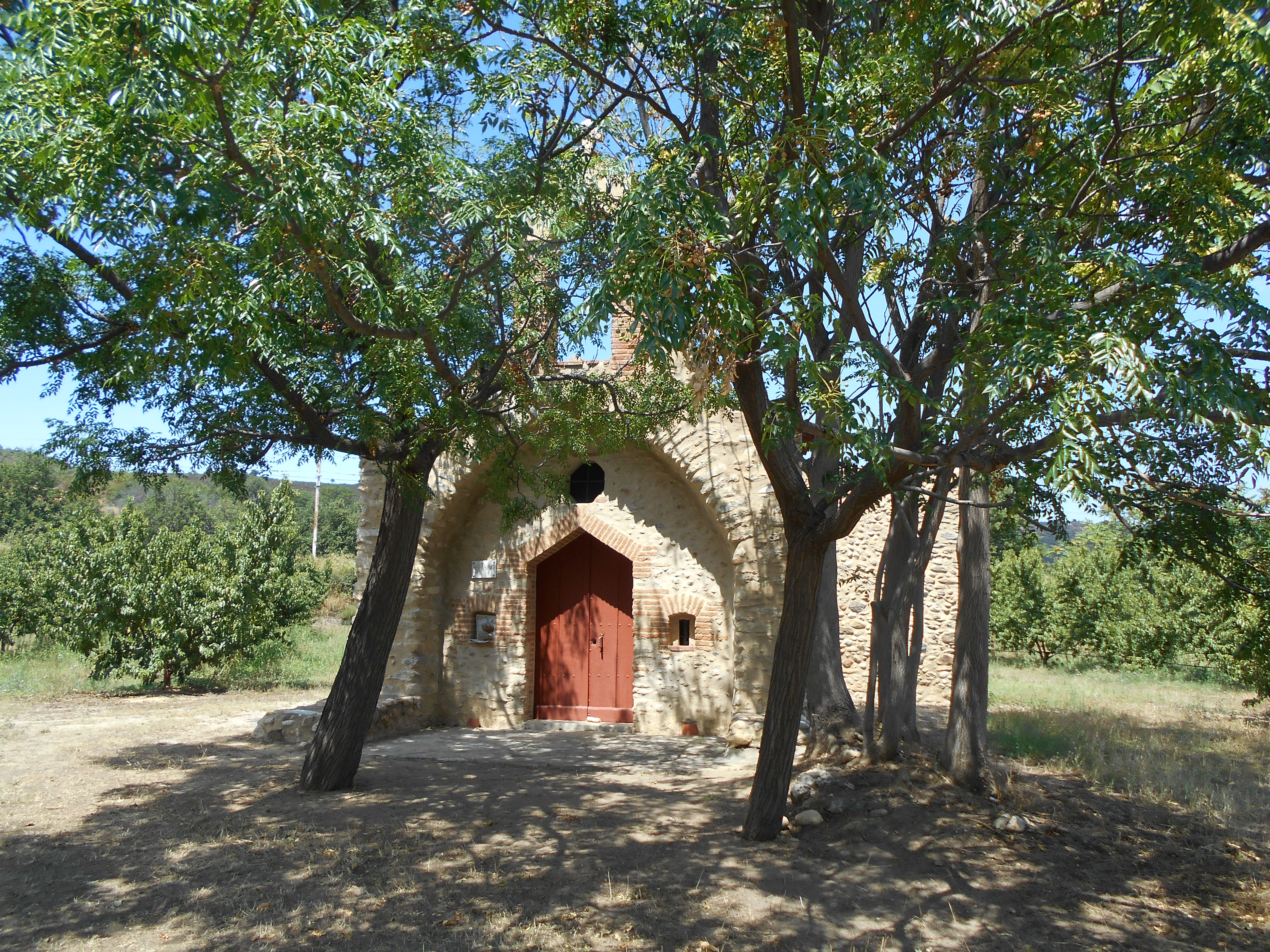
Façana meridional

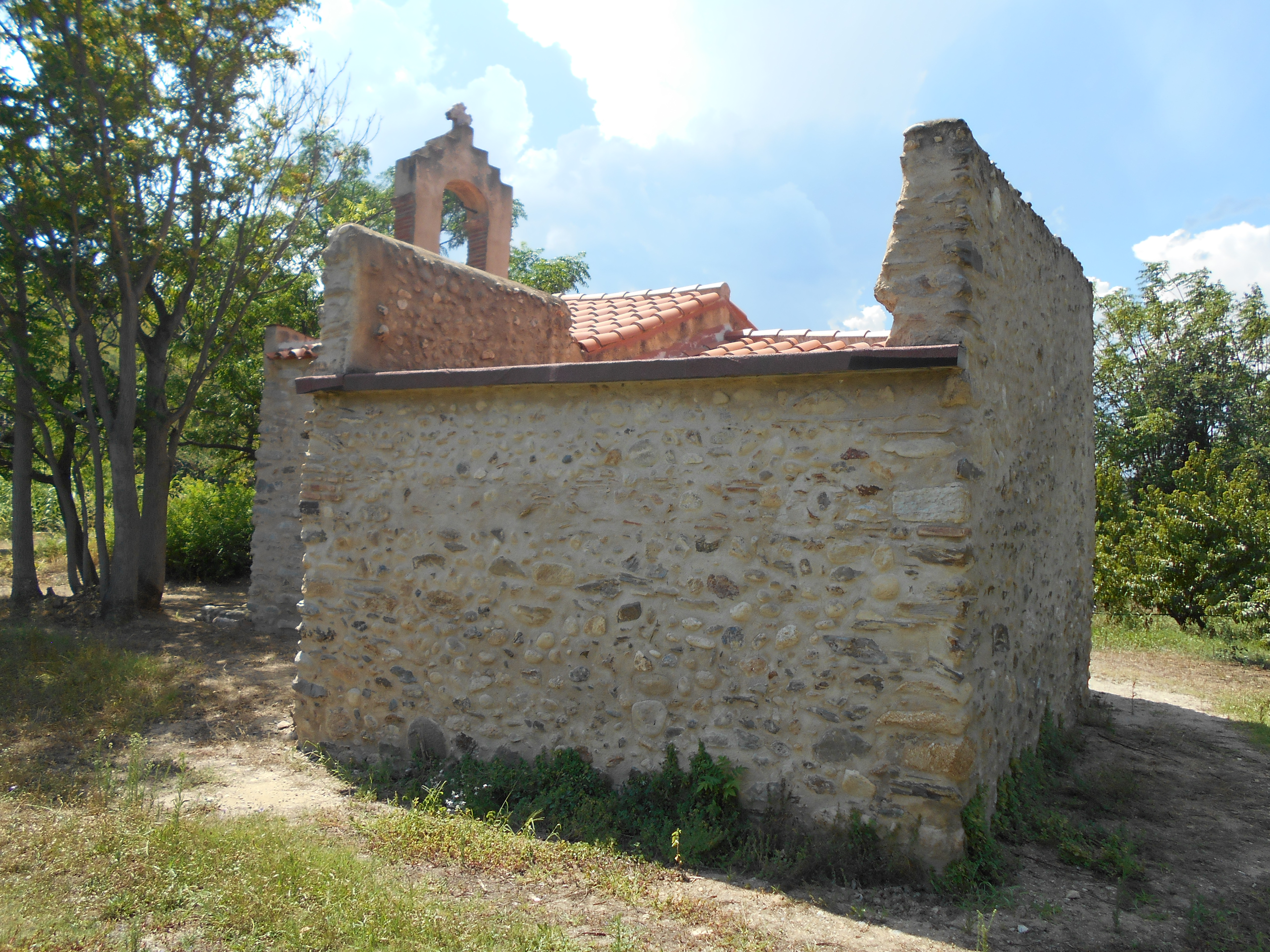
Façana est i capçaleral

Santa Anna del Congost, o, simplement Santa Anna, antigament Santa Maria, és una capella isolada de la comuna rossellonesa de Bulaternera, de la Catalunya del Nord.
És un quilòmetre al nord-oest del poble, pràcticament davant del lloc on es troben la carretera N - 116 amb la desviació que va al centre del poble de Bulaternera (traçat antic de la N - 116), entre la carretera i la via del tren.
Fou construïda entre els anys 1387 i 1406, a la vora del camí ral que va de Bulaternera a Vilafranca, a prop del Coll de Terranera, o Ternera.
Originalment era dedicada a la Mare de Déu, amb el nom de Nostra Senyora Santa Maria del Congost.